# Grotte d'Altamira
« Altamira » redirige ici. Pour les autres significations, voir Altamira (homonymie).
La grotte d’Altamira est une grotte ornée située en Espagne à Santillana del Mar, près de Santander (Cantabrie). Elle renferme l'un des ensembles picturaux les plus importants de la Préhistoire, le premier qui ait été étudié. Il date de la fin du Paléolithique supérieur, du Magdalénien. Son style artistique relève de ce que l’on appelle l'art préhistorique franco-cantabrique, caractérisé notamment par le réalisme des représentations et par ses thèmes animaliers.

## Historique de la découverte et de la reconnaissance d'Altamira
Les peintures d'Altamira ont été découvertes en 1879, lors de fouilles conduites par Marcelino Sanz de Sautuola. La grotte était connue depuis 1868 et Sanz de Sautuola y effectuait des visites depuis 1876. Il avait observé la présence de dessins géométriques sur les parois sans y accorder d'importance mais c'est sa fillette Maria, alors âgée de huit ans, qui remarqua la première la présence de « toros » dessinés au plafond. L'archéologue amateur contacte alors un scientifique de l'Université de Madrid, soit le professeur Juan Vilanova y Pietra, afin d'y confirmer son hypothèse. Les deux hommes s'entendaient alors pour dire que les peintures étaient bien originaires de la préhistoire. Selon le professeur, plusieurs preuves démontraient l'authenticité des oeuvres. Premièrement, il s'appuie sur le fait que les représentations artistiques sont particulièrement similaires aux oeuvres retrouvées dans les diverses grottes avoisinantes. Deuxièmement, la présence d'os appartenant à des animaux éteints en Espagne depuis de nombreuses années ainsi que des objets en silex, soit de roche sédimentaire, contribuent à la confirmation de leur hypothèse. Finalement, les peintures sont recouvertes de différentes couches de calcite superposées. Des tests scientifiques ont également démontré que la peinture utilisée était composée d'ocre et de minéraux d'oxyde de fer, des substances utilisées dans l'art paléolithique. Sanz de Sautuola publia dès 1880 ses « Brèves notes sur quelques objets préhistoriques de la province de Santander ».
Historiquement, Altamira est donc le premier ensemble pictural préhistorique qui ait été découvert et publié. L'importance de cette découverte explique la controverse qu’elle a fait naître puisqu’elle remettait en question certaines idées scientifiques de l’époque. En effet, dès le début, le réalisme des scènes représentées a fait douter de son authenticité : le préhistorien français Édouard Harlé, chargé de mener une inspection pour la communauté internationale, publie son rapport en 1881 et se conforme à l'idée dominante en niant l'authenticité d'Altamira. Sa reconnaissance comme une œuvre artistique effectuée par des hommes du Paléolithique s'est faite à l’issue d’un long processus qui a permis de préciser la vision de la Préhistoire.
Le premier à défendre ces peintures a été celui qui les avait découvertes et publiées, M. Sanz de Sautuola. Leur authenticité ne devait être admise qu'après sa mort, une fois confirmée par l’abondance d’œuvres artistiques semblables trouvées dans plusieurs grottes européennes. À la fin du XIXe siècle, surtout en France, on a découvert des peintures pariétales associées de façon indéniable à des statuettes, des sculptures murales et des os sculptés qui appartenaient à des niveaux archéologiques paléolithiques, le tout accompagnant des restes d'animaux disparus, au moins de la région (mammouth, renne, bison des steppes, etc.).
Émile Cartailhac avait été un grand adversaire de l'authenticité d'Altamira. À partir de 1895, la découverte de gravures et de peintures dans les grottes françaises de la Mouthe, des Combarelles et de Font-de-Gaume, lui firent reconsidérer sa position. Après avoir visité les grottes, il écrivit dans la revue L'Anthropologie (1902) un article intitulé « La grotte d'Altamira. Mea culpa d'un sceptique ». Après cet article le caractère paléolithique des peintures d'Altamira fut universellement reconnu.
Dans cette reconnaissance, il faut souligner également les rôles de Joseph Déchelette, qui qualifie Altamira de « chapelle Sixtine de l'art quaternaire » dans son Manuel d'archéologie préhistorique et de l’abbé Breuil. Ses travaux sur l'art pariétal, présentés une première fois en 1902 au Congrès de l'Association française pour l'avancement des sciences, ont bouleversé la façon de voir des chercheurs de l'époque.
Une fois établie l'authenticité des peintures, le débat se déplaça sur leur signification et leurs implications. Les divergences entre chercheurs tournaient autour de la datation exacte, du but mystérieux de ces œuvres et de leur valeur artistique et archéologique. Ces questions ont concerné non seulement la grotte d'Altamira, mais l'art préhistorique tout entier.

## Fouilles archéologiques
Les premières fouilles entreprises par Sanz de Sautuola furent suivies de celles de H. Alcalde del Rio en 1906 et de celles de H. Obermaier en 1924-25. Même s'il s'agit de travaux anciens, il semble établi que la séquence stratigraphique d'Altamira comporte du Moustérien à sa base, suivi de Solutréen supérieur à pointes à cran et enfin de Magdalénien inférieur cantabrique, à bâtons percés. Ce dernier date de 15 000 BP.

## Les œuvres d'Altamira

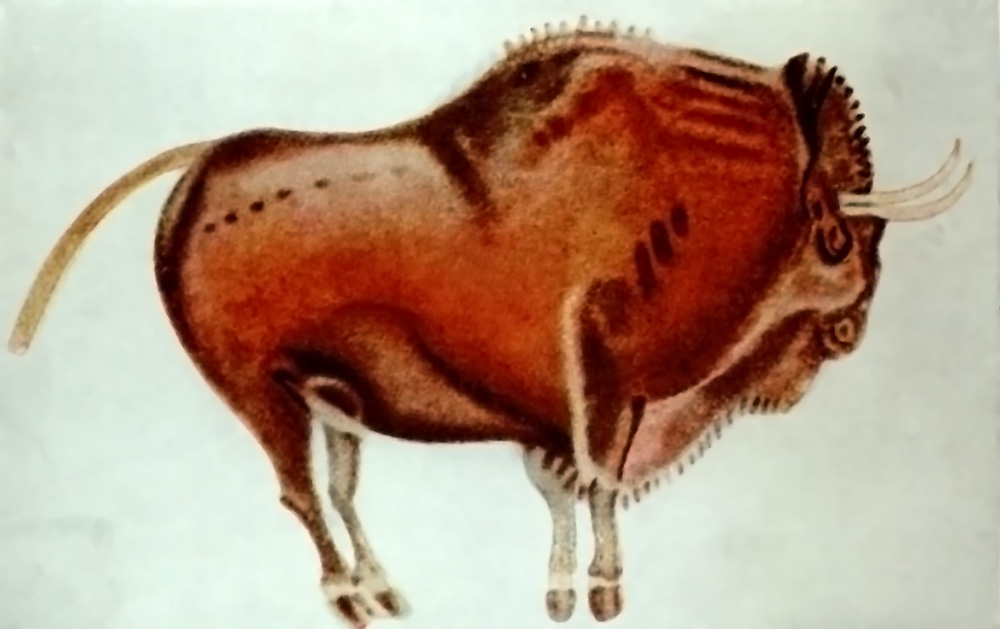
Relevé de l'un des bisons polychromes d'Altamira, publié par É. Cartailhac et H. Breuil en 1906 dans « La caverne d'Altamira à Santillane, près de Santander (Espagne) ».

Avec une longueur de 270 mètres, la grotte d’Altamira est relativement petite. Elle présente une structure simple, formée d’une galerie aux rares ramifications. Trois zones peuvent être distinguées :
- la première, formée par un vaste vestibule, éclairée par la lumière du jour a été un lieu d’habitat privilégié dès le début du Paléolithique supérieur ;
- la deuxième est une grande salle fameuse pour ses peintures polychromes ;
- enfin, le reste de la cavité comporte des salles et des couloirs comportant également des manifestations artistiques moins spectaculaires.

L’aspect de la grande salle aux bisons a beaucoup évolué depuis que Maria Sautuola l’a vue pour la première fois. Elle mesure toujours 18 mètres de long sur 9 mètres de large, mais sa hauteur originelle (entre 1,10 et 1,90 m) a été augmentée en abaissant le sol pour faciliter l’examen des peintures.
L’animal le plus représenté est le bison des steppes. La composition en compte 16, variant par leurs dimensions, leurs postures et leurs techniques de réalisation. Ils sont accompagnés de chevaux, de cervidés, de deux sangliers (animal rare dans l’art paléolithique) ainsi que de différents signes dont des tectiformes. Les artistes d’Altamira trouvèrent des solutions aux différents problèmes techniques posés par les représentations plastiques depuis leurs origines, dont le réalisme anatomique, le volume, le mouvement et la polychromie.

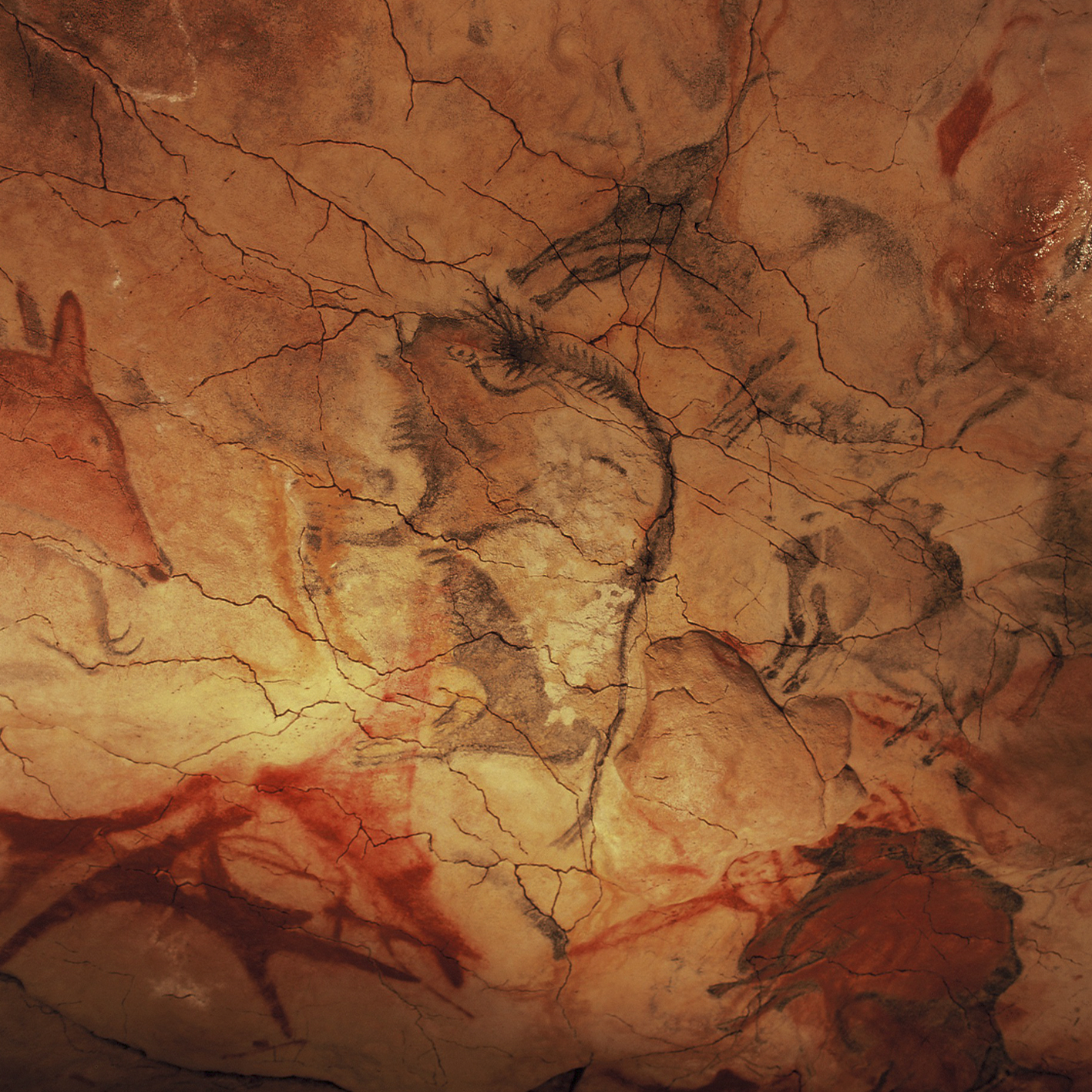
Bisons dans le plafond de la grotte.

La sensation de réalisme est obtenue en tirant profit des reliefs naturels du plafond de la grotte, qui créent une illusion de volume, mais aussi grâce aux couleurs vives (rouge, noir, jaune, bruns) qui couvrent les surfaces intérieures des animaux et grâce aux techniques du dessin et de la gravure, qui délimitent les contours des sujets.
Le « bison recroquevillé » est l’une des peintures les plus expressives et les plus admirées de toute la composition. Elle a été réalisée sur l’un des ressauts du plafond. L’artiste a su placer l’image du bison, en le recroquevillant, en pliant ses pattes et en forçant la position de la tête vers le bas. Tout cela dénote des facultés d’observation naturaliste de l’artiste et de l’immense force expressive de la composition.
La « grande biche », le plus grand de tous les sujets représentés, atteint 2,25 m de long. Elle témoigne d’une grande maîtrise technique. La stylisation des extrémités des membres, la fermeté du trait gravé et le modelé chromatique lui confèrent un grand réalisme. Toutefois, elle accuse une certaine déformation, de par sa facture légèrement lourde. Celle-ci est sans doute liée à la trop grande proximité de l’artiste par rapport à la paroi. Sous le cou de la biche se trouve un petit bison au trait noir.
Le « cheval ocre », situé à l’une des extrémités du plafond, a été interprété par H. Breuil comme l’un des sujets les plus anciens de la composition. Ce type de cheval a dû être relativement fréquent sur la corniche cantabrique ; il est également représenté dans la grotte de Tito Bustillo, découverte en 1968 à Ribadesella. Par son style, il évoque celui représenté dans la grotte de los Casares.

## Âge des peintures
Une série de datations directes des œuvres d'Altamira exécutées au charbon de bois a été réalisée grâce à la méthode du carbone 14. Ces dates sont comprises entre -15 500 et -13 500 ans et correspondent au Magdalénien inférieur.

## Mobilier préhistorique
Les fouilles de 1881 menées par Édouard Harlé, ont retrouvé des restes de repas notamment de bigorneaux et de patelles dans la couche du Magdalénien inférieur cantabrique (15 000 ans avant le présent). 
Les fouilles d’août 1925 menées par Hugo Obermaier, Henri Breuil et Henri Bégouën, ont permis de retrouver dans les niveaux solutréen et magdalénien des restes de parure en ambre, qui attestent d’une des premières utilisations par l’homme de cette résine fossile.[réf. souhaitée]

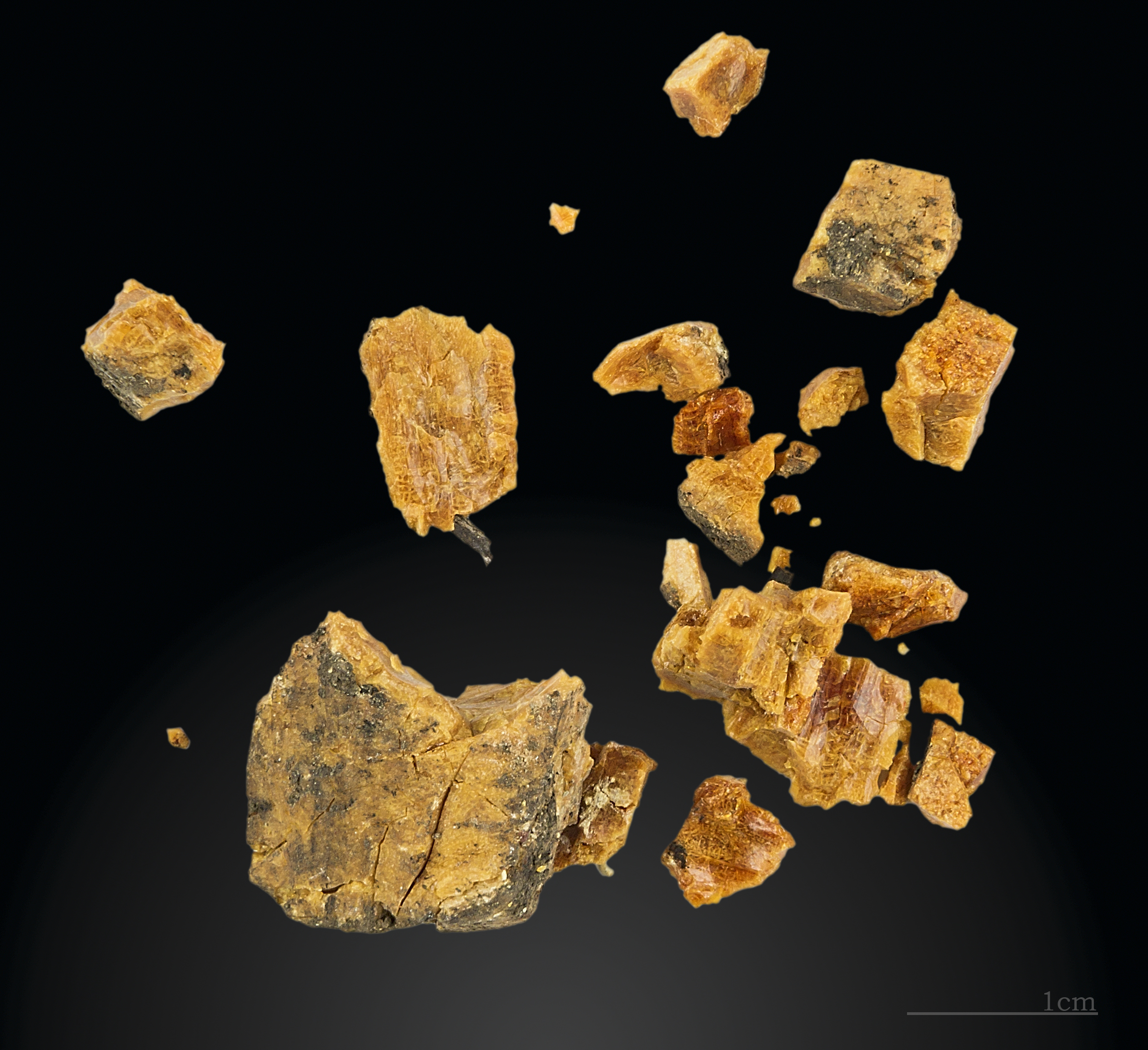
Ambre au muséum de Toulouse.
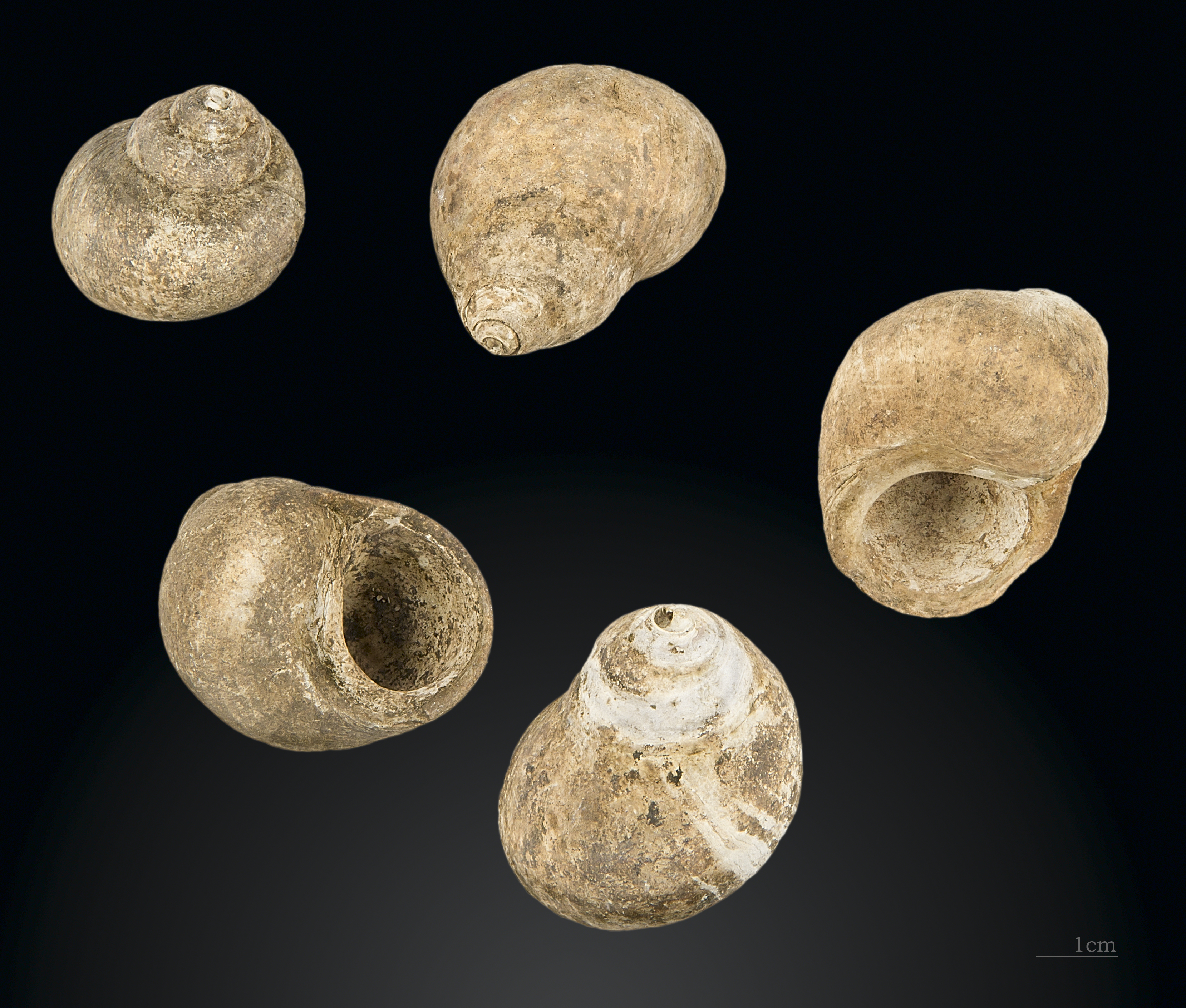
Bigorneaux au muséum de Toulouse.
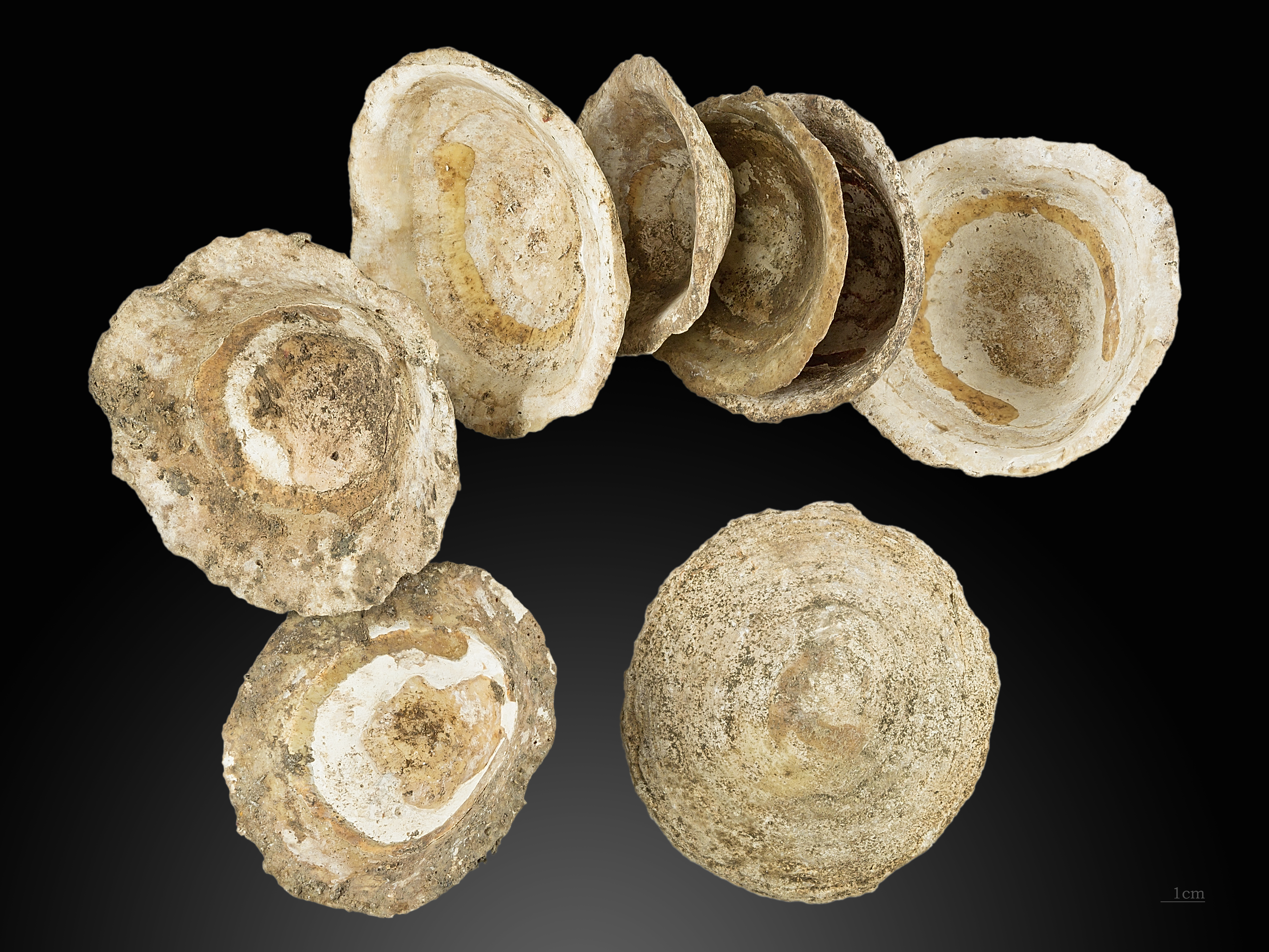
Patelle au muséum de Toulouse.
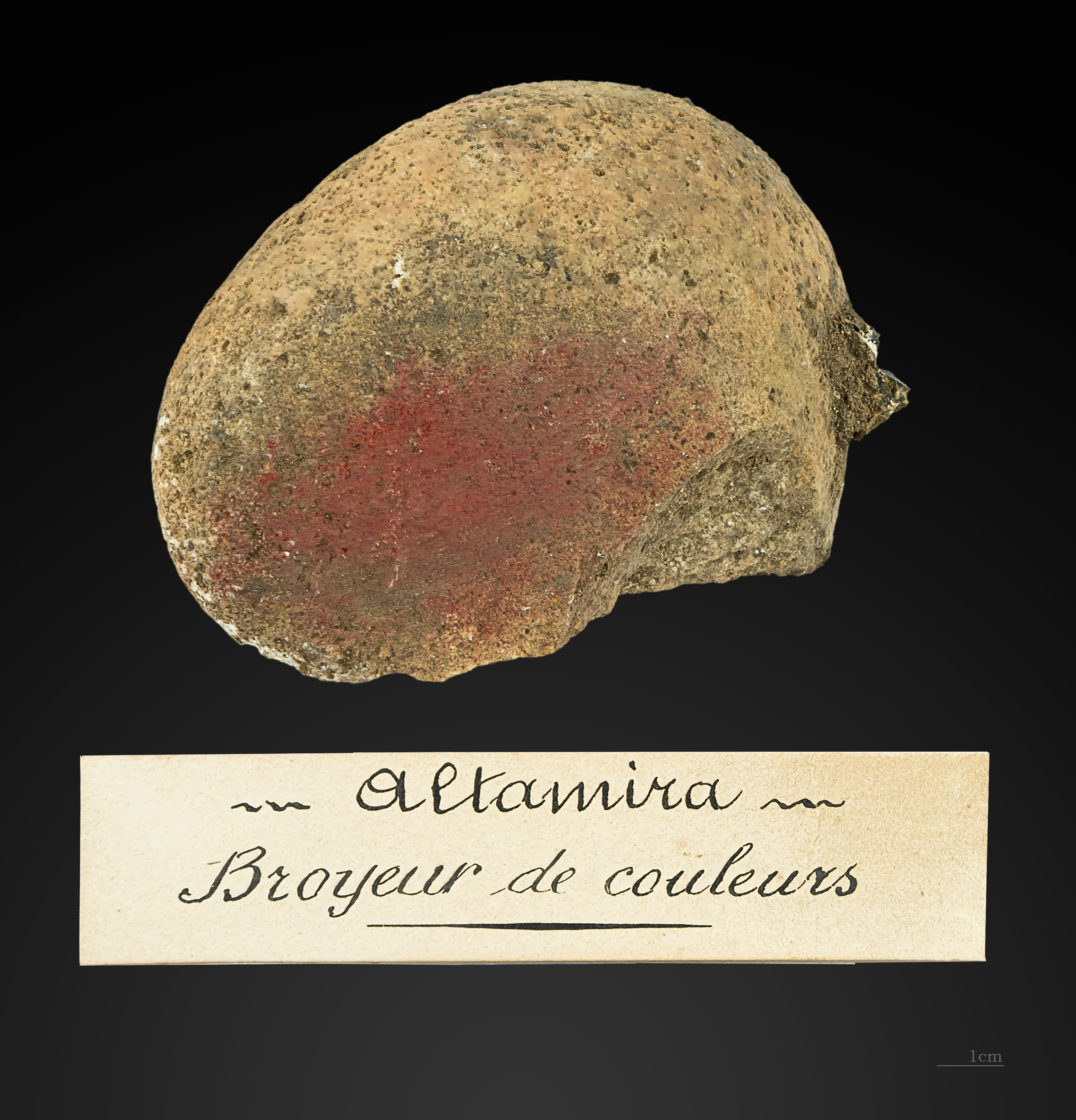
Broyeur de couleurs au muséum de Toulouse.
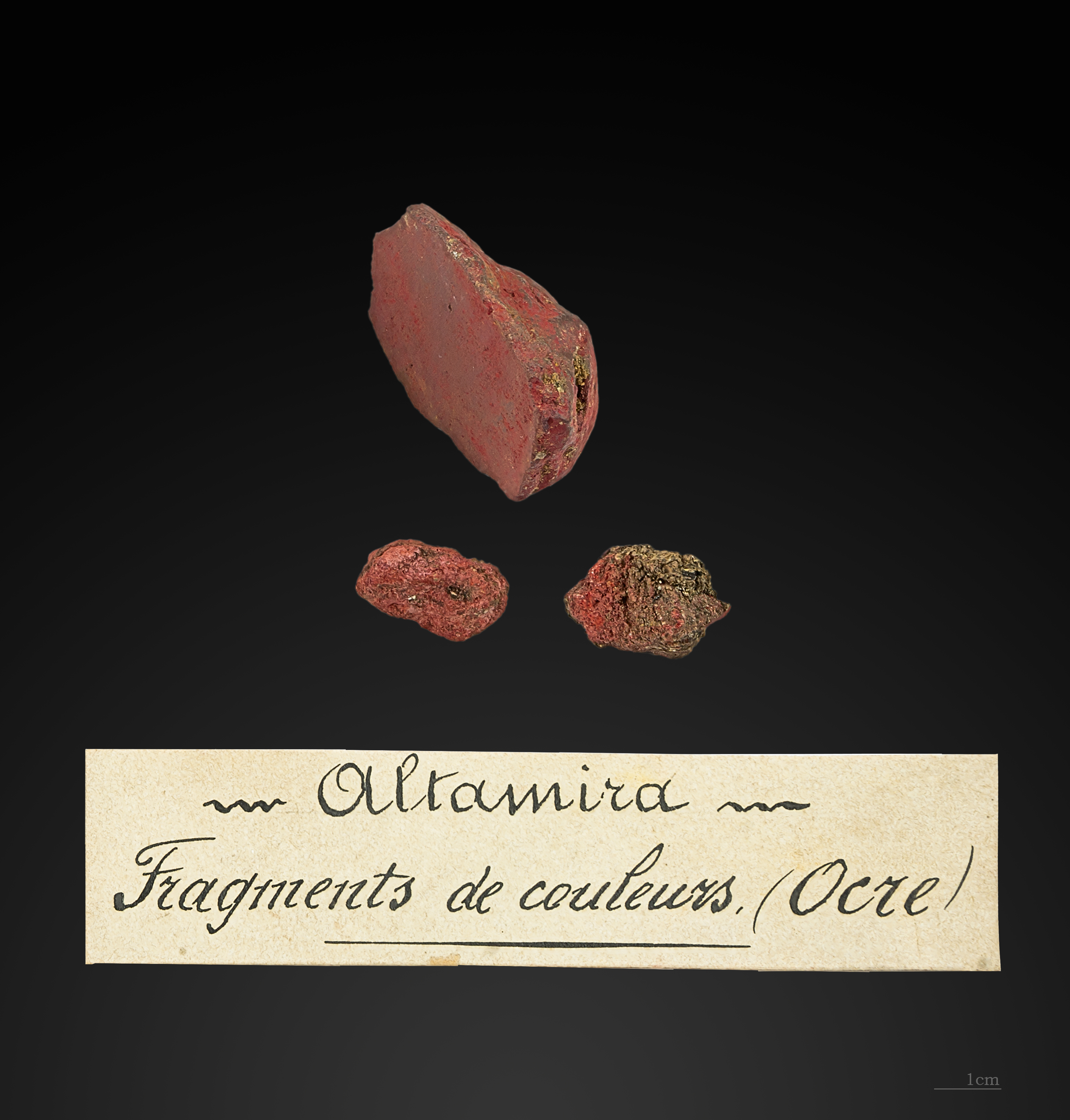
Fragments d'ocre rouge au muséum de Toulouse.
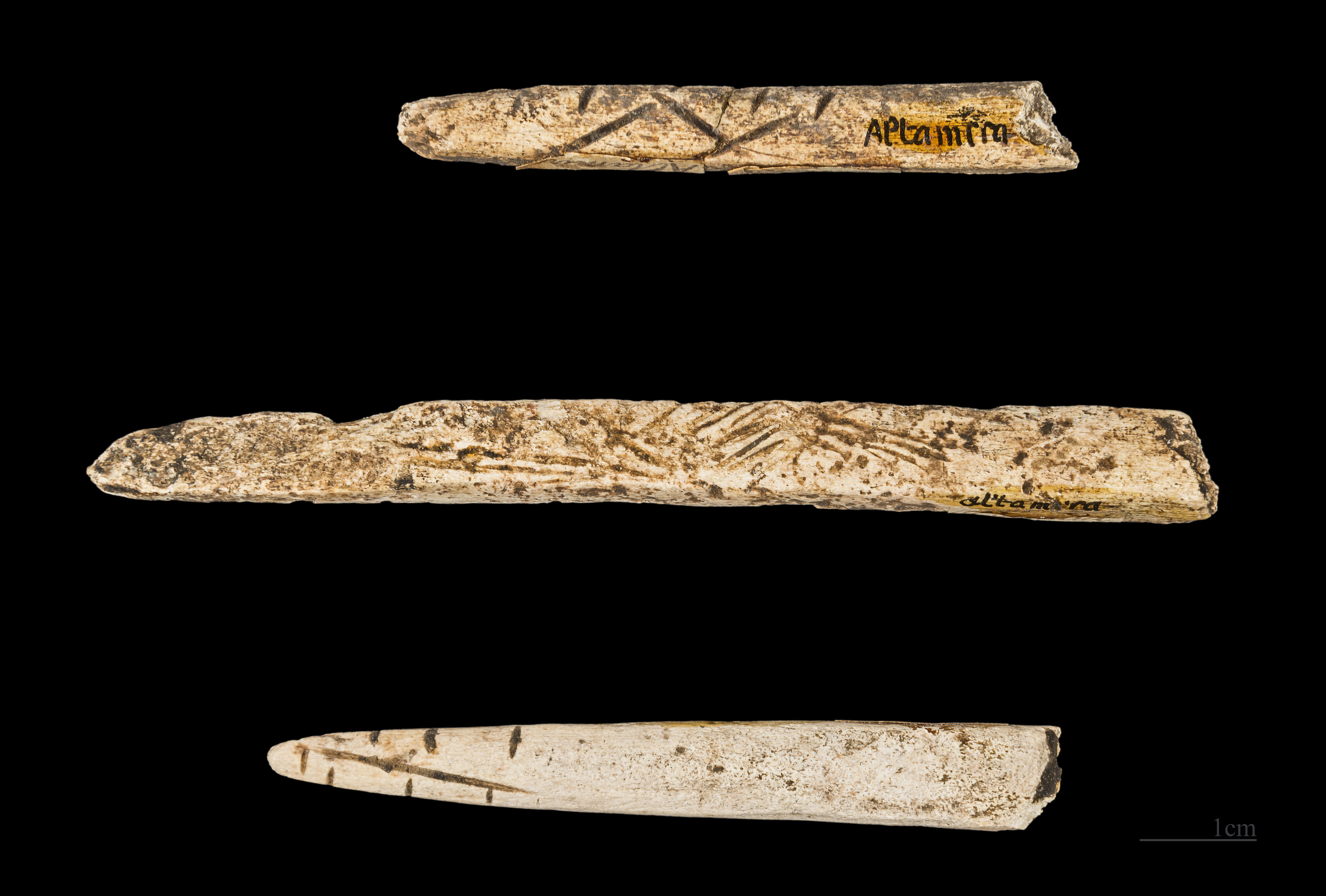
Pointes de sagaie gravée au muséum de Toulouse.

## Visites de la grotte

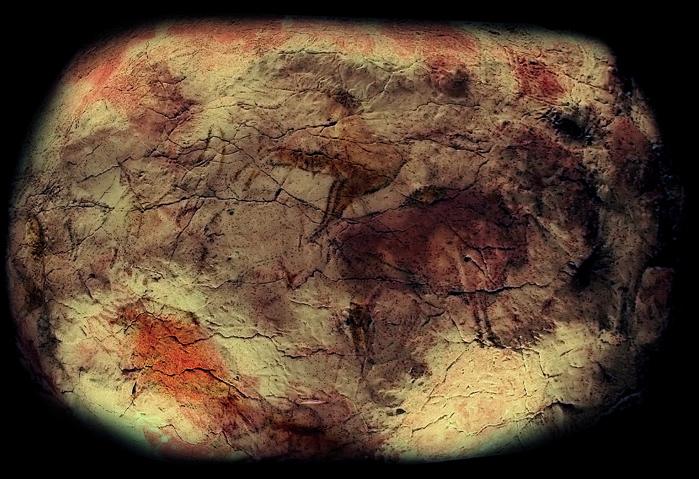
Reproduction du plafond d'Altamira du musée archéologique national de Madrid

Au cours des années 1960 et 1970, les nombreux visiteurs qui eurent accès à la grotte altérèrent son microclimat et mirent en péril la conservation même des peintures. La fermeture de la grotte au public fit l’objet d’un débat et eut finalement lieu en 1977. Elle ne rouvrit qu’en 1982, avec un nombre de visiteurs limité à 8 000 par an au maximum. En 2002, elle est totalement fermée après la détection de microorganismes contaminant la roche.
Le nombre important de personnes souhaitant voir la grotte et la longueur des délais d’attente (plus d’un an) rendirent nécessaire la réalisation d’une réplique. Depuis 2001, le Museo nacional y centro de investigación de Altamira se dresse à proximité de la grotte. Il abrite la reproduction la plus fidèle qui soit de l’original, tel qu’il était il y a 15 000 ans. D'autres reproductions des peintures peuvent être visitées, notamment dans une grotte artificielle réalisée au sein du musée archéologique national de Madrid (Museo Arqueológico Nacional de España) à Madrid ainsi qu'au Musée allemand (Deutsches Museum) de Munich.
En 1985, la grotte d’Altamira a été inscrite sur la liste du Patrimoine mondial de l’Humanité par l’Unesco.
En 2011, la fondation publique chargée de la gestion du lieu se fixe un nouvel objectif : établir les conditions d'accessibilité maximales qui garantissent la pérennité de la grotte. Le ministère de la Culture passe outre au rapport du Conseil Supérieur de la recherche scientifique qui déconseille les visites et charge une équipe de chercheurs internationaux d'étudier une possible réouverture. Dirigée par le Français Gaël de Guichen, elle devait rendre ses conclusions le 31 août 2014.
En février 2014, une expérience de réouverture partielle est lancée. Réservée dans un premier temps à un groupe de cinq personnes tirées au sort parmi les visiteurs du musée du site, elle leur permet de visiter la grotte sous la conduite d'un guide pendant 37 minutes, en suivant un protocole de sécurité très strict. L'initiative se reproduira une fois par semaine jusqu'à la fin du mois d'août 2014 afin de permettre à une équipe de scientifiques d'évaluer l'impact des visites sur l'ensemble pictural et de donner son avis sur une éventuelle réouverture plus complète du site. Ces visites, par un seul groupe de cinq personnes, tirées au sort tous les vendredis, sont toujours d'actualité en 2020.

## Connaissance, contrôle et suivi de l'air intérieur
La connaissance du déplacement des masses d'air et de l'humidité de la grotte, importante pour la protection des œuvres rupestres, continue de progresser. La distribution de la concentration de l'air intérieur de la grotte en radon (utilisé comme traceur depuis une trentaine d'années) a permis de mieux évaluer les taux d'échange entre les masses d'air des différentes chambres de la grotte et avec l'extérieur. Elle a mis en évidence des effets saisonniers de charge-décharge. Le taux de radon y est mesuré chaque heure par des détecteurs actifs situés dans la grande salle et la salle des Polychromes, en compléments de détecteurs passifs (avec pour chacun une période d'exposition de 14 jours, donnant des concentrations moyennes de radon). Ces données ont permis de mettre à jour l'évaluation du degré de connectivité entre les chambres de la grotte et avec l'atmosphère extérieure, et de confirmer l'efficacité de l'installation d'une seconde fermeture de la grotte en 2008, qui a stabilisé l'atmosphère de la Salle des Polychromes.

## Cinéma
Le film Altamira sorti en 2016 relate les circonstances de la découverte des grottes et la polémique qui a suivi.

## Honneurs

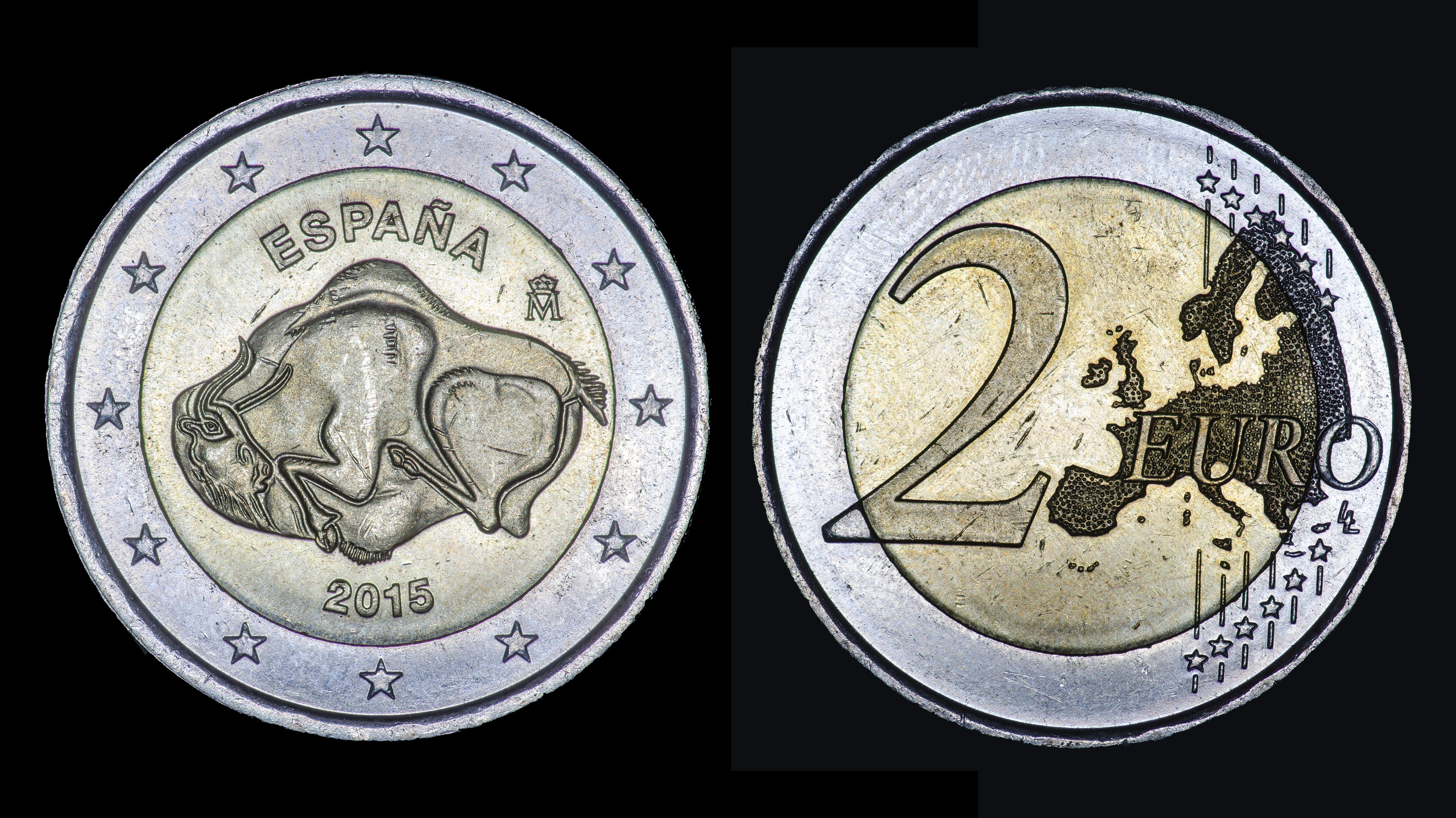
Pièce commémorative de 2€ d'Espagne, faisant partie de la série commémorative sur leur Patrimoine mondial.

L'astéroïde (7742) Altamira porte son nom.

### Sources et bibliographie
- (es) Cet article est partiellement ou en totalité issu de l’article de Wikipédia en espagnol intitulé « Cueva de Altamira » (voir la liste des auteurs), modifiée et enrichie
- A. Beltrán (dir.), Altamira, Seuil, 1998 (ISBN 2-02-035515-9).
- M.A. García Guinea, Altamira et d'autres grottes de la région cantabrique, Silex, 1979 (ISBN 84-85041-39-9).
- Émile Cartailhac et Henri Breuil, « Les peintures préhistoriques de la grotte d’Altamira », Comptes rendus des séances de l’Académie des Inscriptions et Belles-lettres, no 46,‎ 1903, p. 256-264 (lire en ligne [BibNum], consulté le 29 septembre 2018).
- (es) Carmen de las Heras et José Antonio Lasheras, « Altamira », dans Robert Sala Ramos (éd.), Euduald Carbonell, José María Bermudez de Castro et Juan Luis Arsuaga (coord.), Los cazadores recolectores del Pleistoceno y del holoceno en Iberia y el Estrecho de Gibraltar. Estado actual del conocimiento del registro arqueológico, Burgos, Université de Burgos, 2014 (ISBN 9788492681853, lire en ligne [PDF]), p. 615-627.
- Arnaud Hurel, L'abbé Henri Breuil. Un préhistorien dans le siècle, éd. CNRS, 2011 (ISBN 978-2-271-07251-1).
- Sandrine Morel, « La grotte d'Altamira teste une réouverture partielle au public », Le Monde,‎ 28 février 2014.